# Якімець Володимир Іванович
Володимир Іванович Якімець (нар. 25 жовтня 1998, с. Лівчиці, Львівська область, Україна) — український футболіст, правий захисник клубу «Кривбас».

## Клубна кар'єра
Народився в селі Лівчиці Львівської області. Вихованець юнацької академії ФК «Львів», проте у 17-річному віці приєднався до молодіжної академії донецького «Шахтаря». У складі «гірників» протягом трьох сезонів виступав у молодіжному чемпіонаті України U-19.
Наприкінці липня 2019 року підписав 3-річний контракт з «Карпатами». Володимир вийшов на поле в стартовому складі та відіграв увесь матч.

## Кар'єра в збірній
Виступав за юнацькі збірні України різних вікових груп. З 2018 по 2019 рік провів 5 поєдинків у футболці молодіжної збірної України.